# Abessinien, Hjorthagen

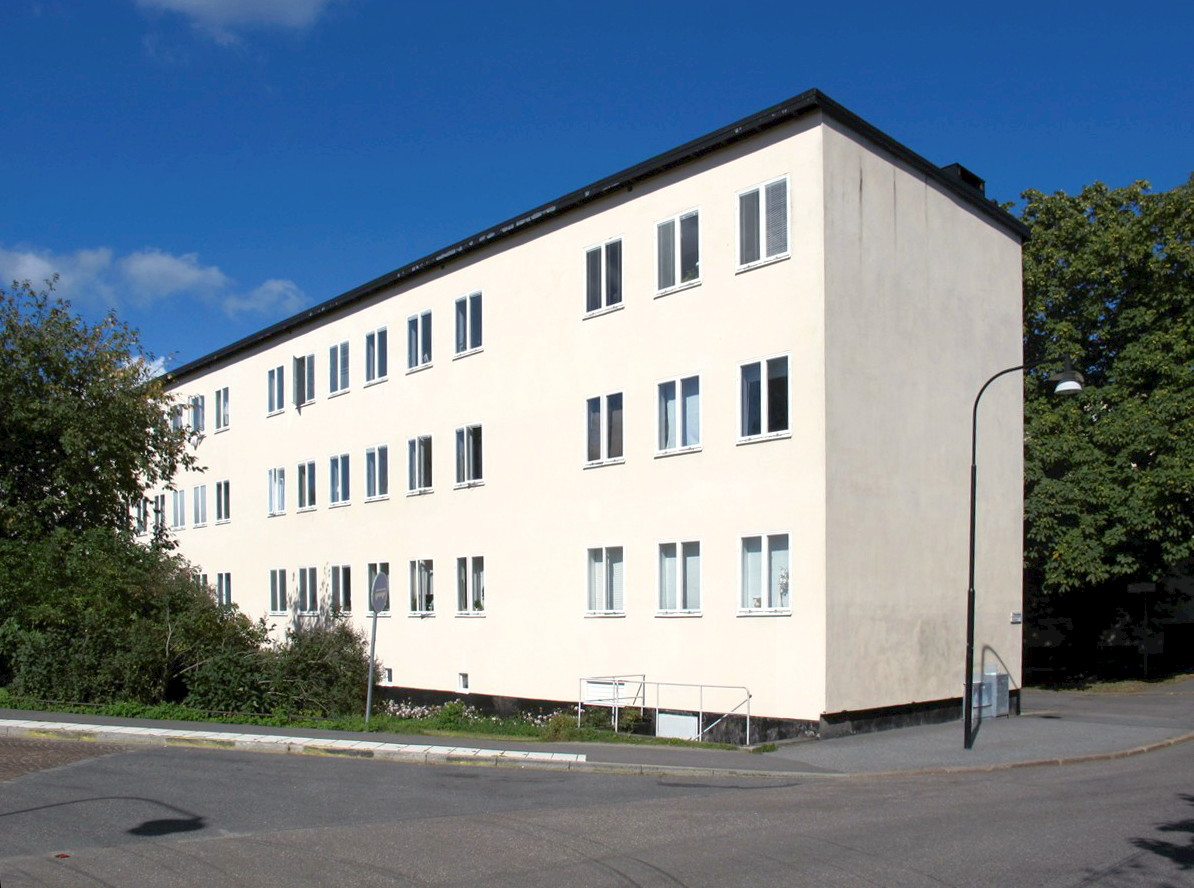
Abessinien

Abessinien är en del av stadsdelen Hjorthagen i nordöstra Stockholm. Abessinien utmärks genom sina vita lamellhus i utpräglad funkis. Husen ritades av Hakon Ahlberg och byggdes av Olle Engkvist 1934–1937.
Funkishusen består av 600 bostadsrättslägenheter och byggdes genom bildandet av tre bostadsrättsföreningar. Den första var Hjorthagshus som bildades hösten 1935 av arbetare vid gas- och elverket och sedan följde Brf Värtahus och Brf Hjorthagshöjden. Byggandet finansierades tack vare försäkringsbolaget Folket (Folksam). Lägenheterna byggdes för familjer men numera bor framförallt ensamstående i lägenheterna som med dagens mått mätt är små. 
För att alla lägenheter skulle få fullgott insläpp av dagsljus byggdes husen med endast 7,5 meters bredd. De smala huslängorna orienterades från öster till väster och alla lägenheter fick därmed solljus både från norr och söder. Med arkitektur inspirerad av Walter Gropius och andra arkitekter från Tyskland tillhör Abessinien de första smalhusen i Stockholm.
Porjusvägen fick förutom en stor Konsum (1935–1980) även Pressbyrå, post, tobaksaffär, fruktaffär, fiskbutik och frisör. Sedan 1960-talet har butikerna försvunnit och Porjusvägen har upphört som affärsgata.
Namnet Abessinien sägs ofta komma från att byggplatsen bestod av lervälling och att det var mycket oreda. Samtidigt var Abessinien aktuellt genom kriget mellan Etiopien och Italien 1935–1936. En annan variant är att det från början var ett nedsättande begrepp då belackare häcklade husens arkitektur med platta tak, fyrkantighet och enkla linjer.
Gatorna och kvarteren fick namn kopplade till elkraft: Untravägen, Trollhättevägen, Krångedevägen och Porjusvägen. Untravägen har sitt namn efter Untra kraftverk i Uppland med Kraftledningen Untra–Värtan. Personer kopplade till el- och gasproduktionen har gett namn åt Wenströmvägen (Jonas Wenström) och Ahlsellvägen (Adolf Ahlsell).

## Bilder

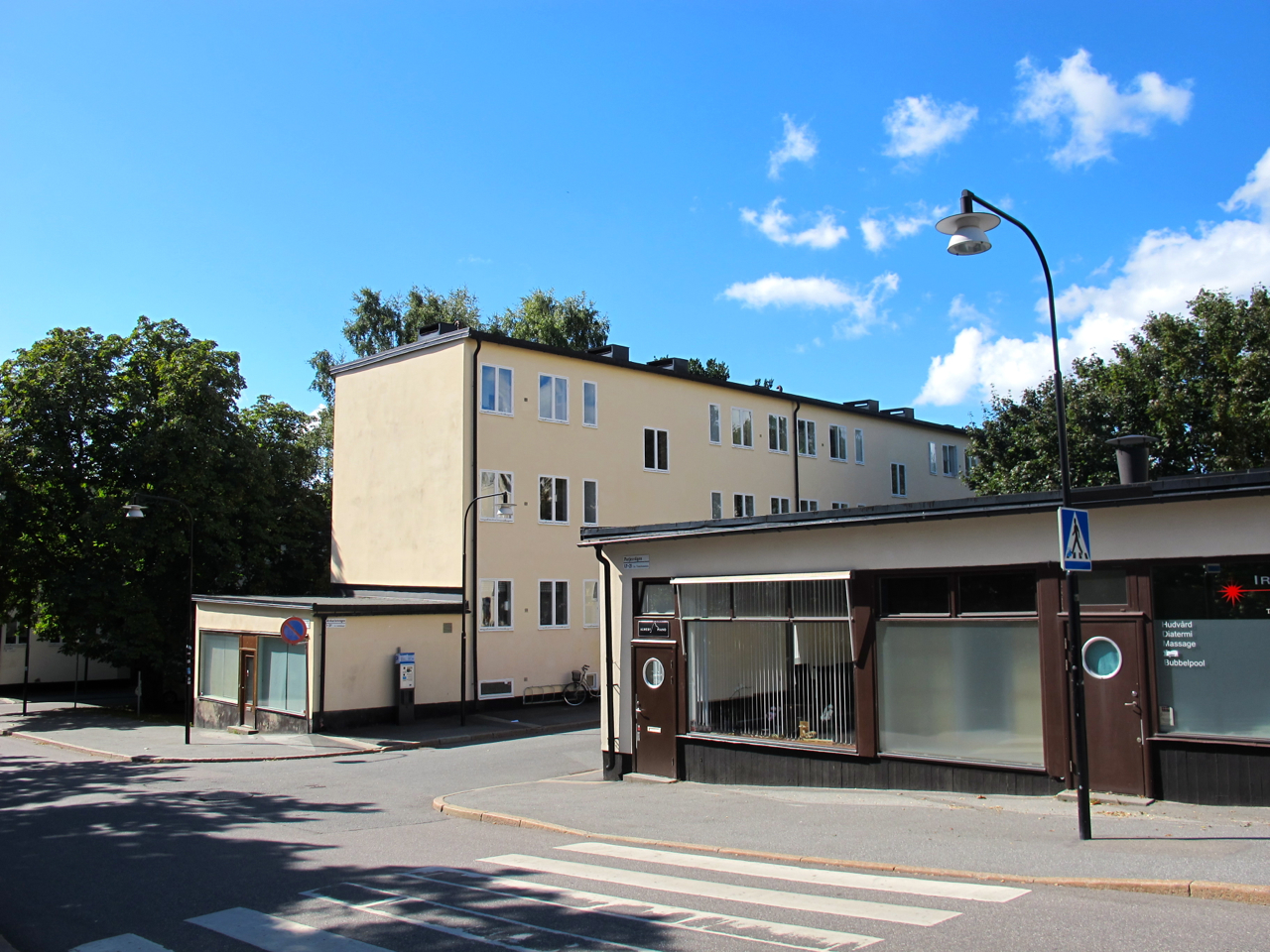
Porjusvägen
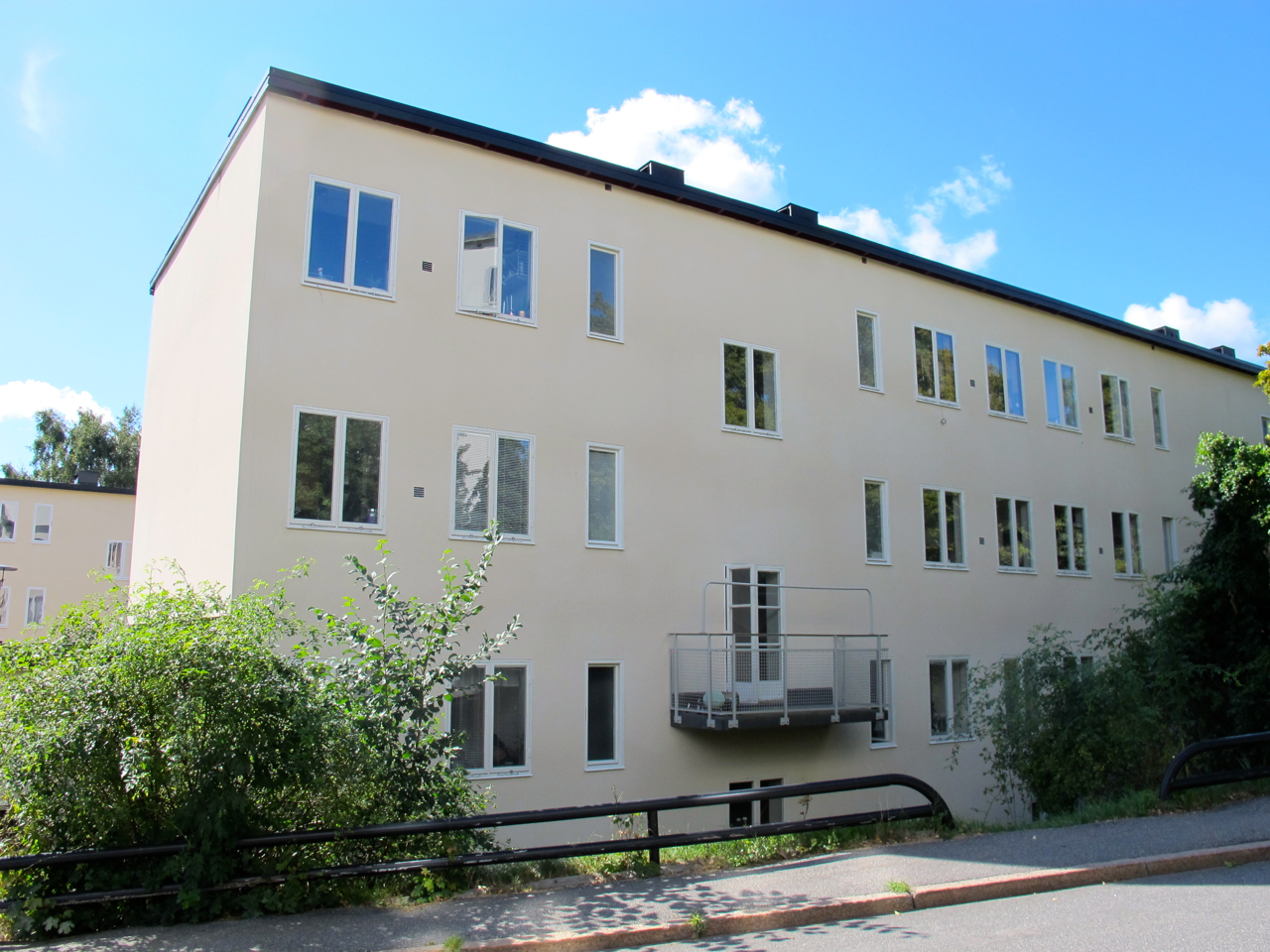
Bostadshus i Abessinien
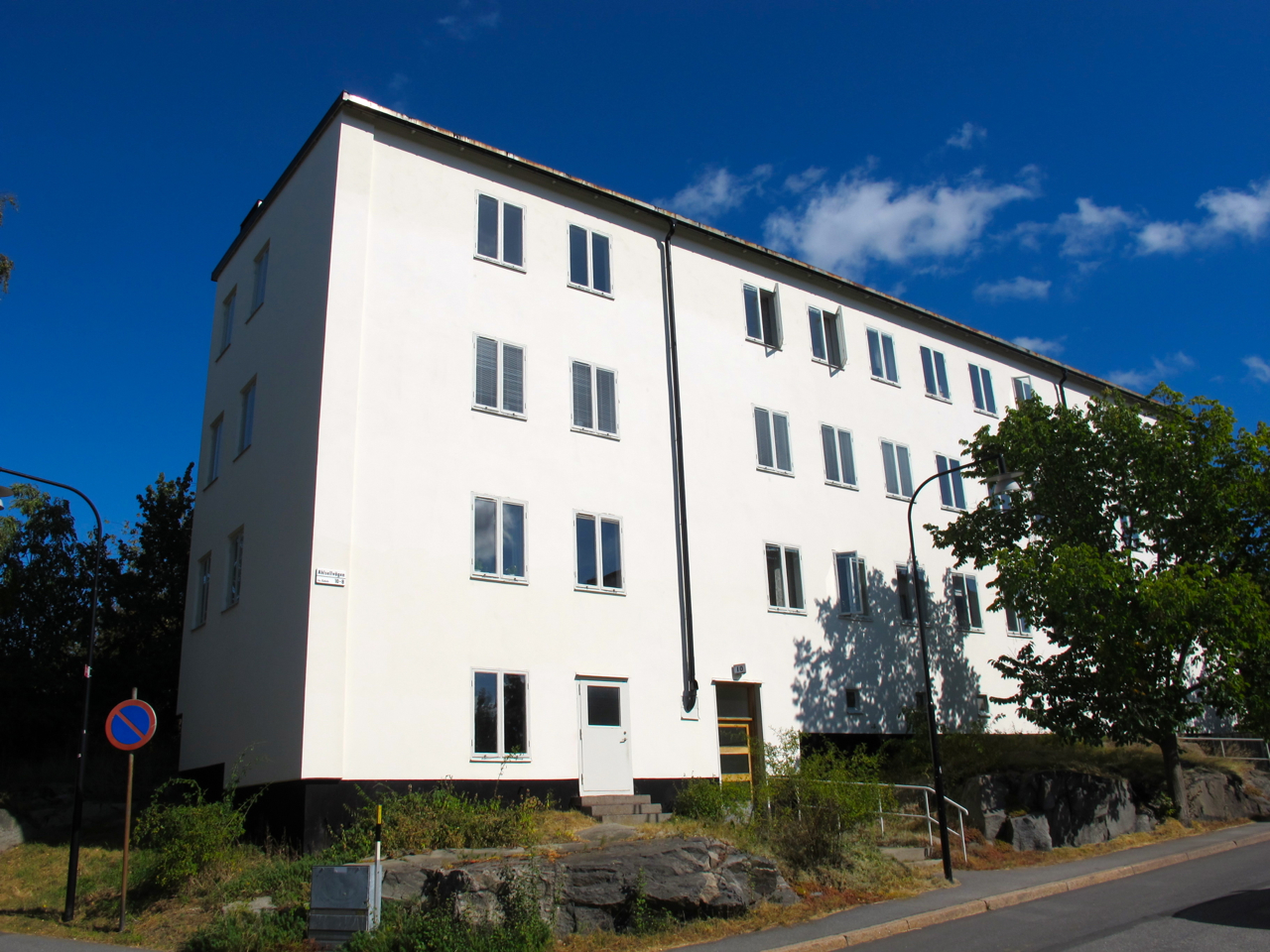
Abessinien
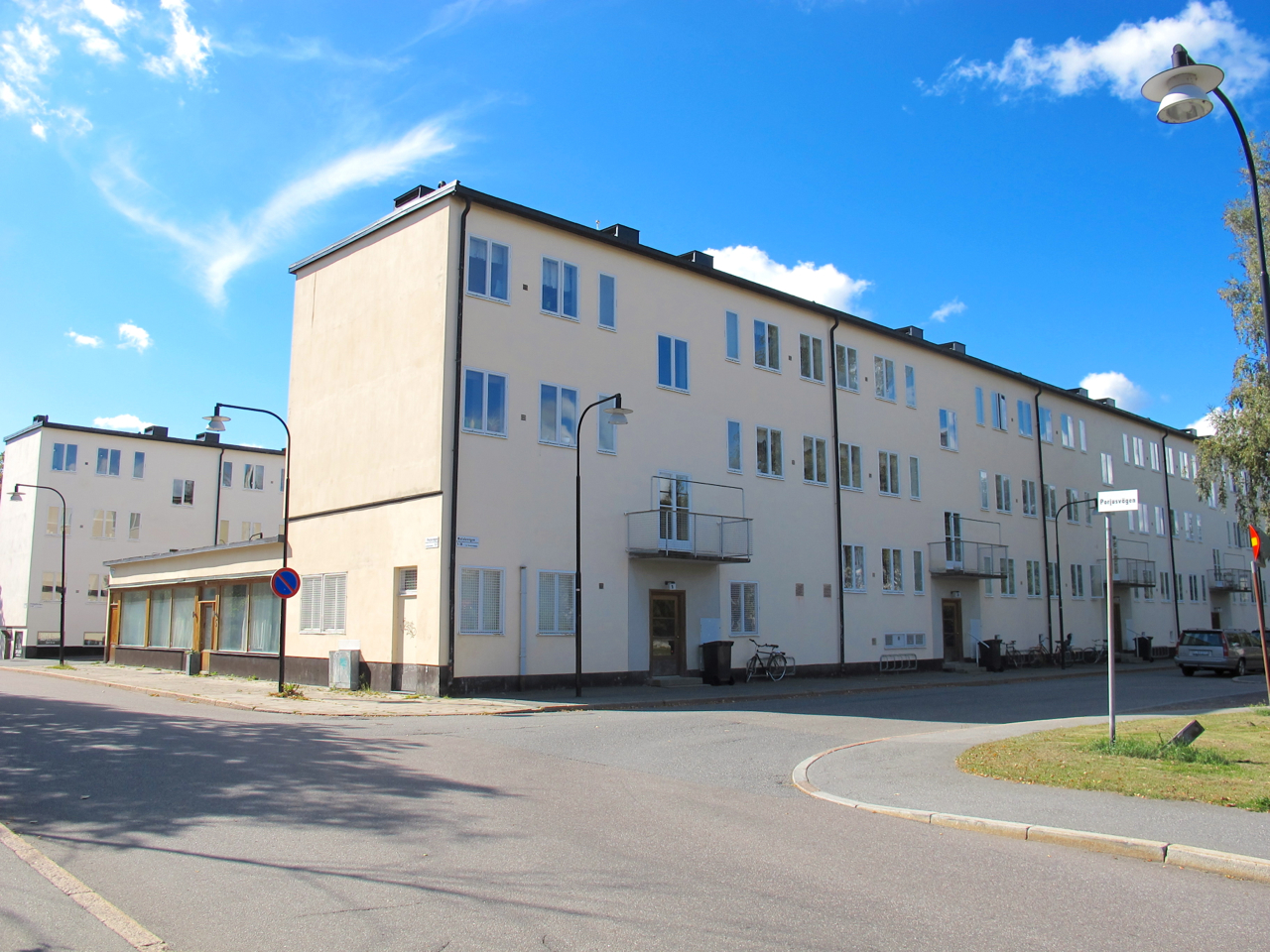
Abessinien